# 亀田啓太
亀田 啓太（かめだ けいた、1999年4月9日 - ）は、神奈川県平塚市出身のプロ野球選手（捕手、育成選手）。右投右打。読売ジャイアンツ所属。

## 経歴

### プロ入り前
平塚市立相模小学校在学時に野球を始め、その頃から捕手一筋。平塚市立大野中学校在学時は軟式野球の大野アスレチックスに所属。
東海大学付属甲府高校在学時は、1年夏に第97回全国高等学校野球選手権大会でベンチ入りを果たし、2年春には第88回選抜高等学校野球大会に正捕手として出場。初戦の創志学園戦では「7番・捕手」で先発出場して、3打数2安打1打点と気を吐いたが、創志学園のエース髙田萌生に1失点完投を許し、チームは1-5で敗退した。3年次には主将に就任。3年夏は山梨県大会決勝で山梨学院に敗れ甲子園出場はならなかった。高校通算15本塁打。
高校卒業後は首都大学野球連盟に所属する東海大学に進学。1年春からベンチ入りを果たし、4年春から正捕手となった。
2021年10月11日に行われたプロ野球ドラフト会議で読売ジャイアンツから育成選手ドラフト3位で指名され、11月25日に支度金290万円、年俸400万円で入団に合意した。背番号は022。

### 巨人時代
2022年は二軍で8試合に出場。打率.167、1打点にとどまった。
2023年は二軍で17試合に出場。打率.243、2打点という成績だった。
2024年は二軍で8試合に出場。打率.200、0打点という成績だった。

## 人物
大学時代、2学年上の海野隆司とは寮で同部屋だった。気軽に相談できる存在だったという。
2024年12月に中学校の同級生と結婚したことを明かしている。

## 詳細情報

### 背番号
- 022（2022年[9] - ）